# SIG Sauer
SIG SAUER (do října 2007 SIG ARMS) je švýcarsko/německá firma vyrábějící ruční zbraně. Zbrojovka působí také v USA.

## Historie

### Počátky
Zbrojovka byla založena Conradem Neherem a Fridrichem Peyerem v roce 1853 ve švýcarském městě Schaffhausenu jako Schaffhausen Industrie Gesellschaft, která vešla do historie zbrojního průmyslu pod značkou SIG. Prvních sedm let vyráběla firma lokomotivy, až po sedmi letech byla výroba lokomotiv zaměněna za výrobu zbraní. K výrobě zbraní je přivedla zakázka na výrobu 30 000 mušket a po tomto kontraktu si firma změnila jméno na Schweizerische Industrie Gesselschaft (SIG).

### Rozvoj a spojení s firmou Sauer a Syn
Ke spojení firem SIG a Sauer und Sohn došlo v roce 1985, protože společnost SIG se tímto krokem snažila obejít přísné švýcarské zákony o vývozu zbraní. Společnost J.P. Sauer und Sohn GmbH byla uznávaným výrobcem palných zbraní, ale druhá světová válka tuto firmu značně zasáhla tím, že byla omezena výroba zbraní v SRN. Firma Sauer und Sohn proslula především jako výrobce známé pistole Sauer 38H. Rok 1985 byl přelomový tím, že v tomto roce se společnost SIG spojila s firmou Sauer a založila si sídlo v Tysons Corner ve Virginii za účelem exportu pistole SIG Sauer P220 a P230. Oficiální jméno společnosti bylo SIGARMS.
V roce 1987 se společnost přestěhovala do Herndonu ve Virginii a konečně v roce 1990 přesunul svoji výrobu do města Exeteru v New Hampshire. V říjnu 2000 se uskutečnil poslední prodej společnosti, kdy ji koupili Michael Lüke a Thomas Ortmeier.

### Současnost
V současnosti[kdy?] je společnost SIG Sauer největší z pěti největších výrobců palných zbraní na světě. 1. října 2007 byla společnost SIGARMS přejmenována na současný název SIG Sauer.

## Pistole
- SIG P210
- SIG P220
  - SIG P225
  - SIG P245
- SIG P226
  - SIG P228
  - SIG P229
- SIG P230
  - SIG P232
- SIG P239
- SIG Sauer P250
- SIG Sauer P290 – malá obranná pistole ráže 9 Luger.
- SIG Mosquito
- Klony Colt 1911
  - Full size
    - SIG Sauer GSR
    - SIG Sauer 1911 STX Full-Size
    - SIG Sauer 1911 Emperor Scorpion Full-Size

  - Carry
    - SIG Sauer 1911 Fastback Emperor Scorpion Carry
    - SIG Sauer 1911 Fastback Nightmare Carry
- SIG Pro – série zbraní SIG Sauer používající plastový rám zbraně. (SIG SP 2009, SIG SP 2022 a SIG SP 2340)

## Pušky
- Blaser
  - HKS
  - K95
  - Blaser 93
  - Blaser 93 Tactical
  - LRS2
- Mauser
  - M 03
  - M 03 Africa
  - M 03 Arabesque
  - M 03 De Luxe
  - M 03 Match
  - M 98
  - M 98 Magnum
- Sauer
  - Sauer 90 (výroba ukončena v roce 2008)
  - Sauer 200 str
  - Sauer 202
  - SIG Sauer MCX
- Swiss Arms
  - SIG 510/STGW 57
  - 540
  - 542
  - 550 (Fass 90 / Stgw 90)
  - 551
  - 552
  - SIG 556
  - SSG 2000
  - SSG 3000
  - Two-Ten

## Kulomety
- MG 710 – kulomet založený na německém kulometu MG 42 a jinak známý jako MG 55